# Aleksije I. Komnen
Aleksije I. Komnen (grč. Ἀλέξıος Κομνηνός, Aléksios Komnēnós) (Carigrad, 1048. – Carigrad, 15. kolovoza 1118.), bizantski car od 1081. do 1118. godine i utemeljitelj dinastije Komnena.
Reformirao je vojsku (oslanjao se na plaćenike) i upravu. Ratovao je s Pečenezima na sjeveru carstva, Raškom (Srbijom) i Normanima u južnoj Italiji.  Zatražio je pomoć pape u borbi protiv "nevjernika" (Arapa) čime je pokrenuo Prvi križarski rat (1096. godine).
Aleksije Komnen dolazi na vlast u dramatičnim trenutcima za Carstvo. S njim na čelo dolazi nova aristokracija nastala feudalizacijom i rušenjem starog tematskog uređenja, vladavina vojnog plemstvo koja će Carstvu osigurati prednost na Istoku za još jedno stoljeće.
Vrelo za doba njegove vlasti su djela njegove kćeri Ane Komnen i njegova privatnog tajnika, prōtasēkrētisa (πρωτασηκρῆτις, protoasecretis) Ivana Zonare.

## Borba za opstanak
Po stupanju na vlast Aleksije je morao voditi računa o dvije stvari - kako zadržati vlast nad Balkanskim poluotokom i kako od Turaka Seldžuka vratiti Anatoliju koje je Carstvo izgubilo u razdoblju nakon smrti Bazilija II. Bugaroubojice. Prevlast nad Balkanom tada je bila primarna. Prije svega, Aleksiju je poluotok trebao poslužiti kao osnova za vraćanje Azijskih dijelova Carstva, a s gubitkom i tih dijelova Carstvo bi bilo osuđeno na propast prije početka križarskih ratova koji će tek uslijediti. Situacija za mladog cara bila je kritična - Carstvu je prijetila invazija Normana, Bugarska je sve više potpadala pod utjecaj bogumila čime je ugrožena supremacija Carstva na Balkanskom poluotoku, a iz Male Azije prijetili su lokalni seldžučki vlastodršci - prije svega sultan Čaka, napadom na sam Carigrad. Također, Carstvu su sa sjevera sve više prijetili i Pečenezi, nomadski narod iz Srednje Azije koji se na granicama Carstva pojavljuje od sredine 11. stoljeća.
Aleksije je najvećeg protivnika vidio u Robertu Gviskardu, normanskom kralju u južnoj Italiji. Već sljedeće 1082. godine, Normani su izvršili invaziju na Carstvo. No u tih godinu dana Aleksije nije mirovao te je tražio saveznika u borbi protiv Normana i našao ga u Mlečanima. Do kraja 11. stoljeća Normani su postali sila na jugu Apeninskog poluotoka te su sve više ometali plovidbu južnim Jadranom. To naravo nije odgovaralo Mletačkoj Republici kojoj je slobodna plovidba Jadranom bila neophodna jer su svoju samostalnost temeljili na jakoj trgovini. Savez Carstva i njegove nekadašnje kolonije Venecije brzo je utanačen ali je Venecija izvukla mnogo veću korist - dobila je pravo za slobodnu trgovinu na teritoriju Bizanta (u konačnici su te mjere slomile ekonomsku snagu Carstva i bile jedan od uzroka njegove propasti početkom 13. stoljeća). 

## Normanska invazija
1082. Robert Guiscard je s jakom flotom izvršio invaziju na Carstvo. Za mjesto svog pohoda odabrao je grad Drač u današnjoj Albaniji jer je odatle vodila stara rimska cesta Via Egnatia preko Soluna za Carigrad. Aleksiju je bilo važno zadržati nadzor nad Balkanom jer je s izgubljenom jezgrom u Maloj Aziji imao još samo Balkanski poluotok. Da bi to ostvario morao je održati nadzor nad dvije prometnice - Vojna cesta koja je iz Carigrada preko Serdike (Sofije) vodila do Beograda i do Dunava koji je od davnina bio granica Carstva, i već spomenutoj Via Egnatii. Isto je znao i Robert pa je upravo Drač izabrao za mjesto početka invazije.
Kada je Robert napao grad njegovu mornaricu uništila je udružena bizantsko-mletačka mornarica. No uspio je većinu vojske iskrcati na kopno. Kako se grad nije predavao Robert se našao u škripcu. Nije mogao napusiti Carstvo jer ga je na moru čekala neprijateljska mornarica, a približavao mu se i sam Aleksije. Na glas da mu se Aleksije približava, Robert je poduzeo očajničke mjere. Zapalio je most koji je preko jedne močvare vodio prema Draču (u kojem je bizantska posada očekivala ishod bitke) i krenuo u susret caru. Tim činom onemogućio si je odstupnicu i motivirao vojsku za borbu. O samom tijeku bitke znamo iz "Aleksijade" koju je pisala careva kćer Ana Komnen. Prvi su napali Normani koje je s lakoćom odbila Varjaška garda i kada se bitka činila izgubljena za Normane dogodilo se nešto nepredviđeno. Varjaška garda, inače disciplinirana careva garda, odlučila je napasti neprijatelja u povlačenju te je time razbila vojnu formaciju careve vojske. U svom napredovanju previše se razvukla te su je Normani dio po dio okruživali i uništavali. Preostali pripadnici Vareške garde su se u rasulu povukli u jednu crkvu i zabarikadirali. Normani su je jednostavno zapalili te tako uništili najelitniji dio Aleksijeve vojske koja je držala centar. Kroz rupu u centru Normani su jurišali konjicom te su slomili oba krila careve vojske. Sam Aleksije je prema "Aleksijadi" Ane Komnene, "Božjom providnošću" izbjegao smrt te se spasio bijegom. Gotovo cijela carska vojska bila je uništena. Aleksije je sada morao pribjeći najekstremnijim mjerama kako bi spasio Carstvo - pribjegao je konfiskaciji crkvenih dobara kako bi podigao novu vojsku, ali istovremeno je tim novcem nastavio prokušanu politiku bizantskih careva - potplatio je Robertove vazale u južnoj Italiji koji su podigli pobunu. Zbog toga se Guiscard vratio u Italiju ali je ostavio svog nećaka Boemonda da nastavi pohod protiv Aleksija. Aleksije je još dva puta bio poražen od Normana dok ih naposljetku, 1083. nije natjerao na povlačenje iz Carstva. Time je Carstvo bilo spašeno a Normanska invazija suzbijena.

## Vanjske poveznice
- Aleksije I. Komnen Hrvatska enciklopedija
- Aleksije I. Komnen Proleksis enciklopedija

| Aleksije I. Komnen Dinastija KomnenRođ. 1056. Umr. 15. kolovoza 1118. | |                            |
| Vladarske titule                                                      | |                            |
| prethodnik Nikefor III. Botanijat                                     | bizantski car 1. travnja 1081. – 15. kolovoza 1118. Zajedno s Konstantinom Dukom (1081.–1088.) Ivanom II. Komnenom (1092.–1118.) | nasljednik Ivan II. Komnen |